# Hybalus arenicola
Hybalus arenicola är en skalbaggsart som beskrevs av Baraud 1991. Hybalus arenicola ingår i släktet Hybalus och familjen Orphnidae. Inga underarter finns listade i Catalogue of Life.